# Ga Jeongwang
Ga Jeongwang là ga trên Tàu điện ngầm vùng thủ đô Seoul tuyến 4. Tên thứ hai của ga là Đại học Bách khoa Hàn Quốc.
Nhà ga này có số lượng hành khách cao hơn Ga Oido. Ở đây có nhiều nhà hàng và cửa hàng nằm gần nhà ga bao gồm E-Mart lớn.

## Bố trí ga
| ↑ Singiloncheon |
| \| ２           |
| Oido ↓          |

| 1 | ● Tuyến 4           | ← Hướng đi Geumjeong · Sadang · đại học Hansung · Jinjeop          |
| 1 | ●Tuyến Suin–Bundang | ← Hướng đi Đại học Hanyang tại Ansan · Suwon · Giheung · Wangsimni |
| 2 | ● Tuyến 4           | → Hướng đi Oido →                                                  |
| 2 | ●Tuyến Suin–Bundang | → Hướng đi Wolgot · Incheon Nonhyeon · Yeonsu · Incheon →          |

## Hành khách
| Ga                          | Hành khác | Hành khác | Hành khác | Hành khác | Hành khác | Hành khác | Hành khác |
| Ga                          | 2000      | 2001      | 2002      | 2003      | 2004      | 2005      | 2006      |
| --------------------------- | --------- | --------- | --------- | --------- | --------- | --------- | --------- |
| Tàu điện ngầm Seoul tuyến 4 | 2511      | 3804      | 5976      | 7573      | 6614      | 6702      | 6986      |